# Sony SLT-A77M2
Sony α77 II (Sony ILCA-77M2 или Sony SLT-A77M2) — цифровой зеркальный фотоаппарат компании Sony формата APS-C с полупрозрачным (Translucent) зеркалом и байонетом A. Позиционируется как аппарат для профессионалов и продвинутых любителей. Пришёл на замену Sony SLT-A77.

## История и особенности
Ввиду высокого спроса и популярности первой 77-й и большого количества владельцев камер Sony Alpha с байонетом A, компанией было принято решение о выпуске обновленной модели под индексом Alpha 77 Mark 2. В мае 2014 Sony представила второе поколение популярной SLT-A77 а также младшей модели SLT-A68. Новая камера получила улучшенную матрицу, новую систему автофокуса с 79-ю точками фокусировки и современные беспроводные интерфейсы Wi-Fi и NFC. В A77M2 используется новейший процессор Bionz X. Как и предшественница, А77М2 получила прочный корпус из магниевого сплава с пыле-влагозащитой и те же, впечатляющие, 12 кадров в секунду.
Из существенных изменений также стоит отметить переход к стандартному «горячему башмаку» для фотовспышки (в предыдущих моделях использовался фирменный башмак "Minolta") что существенно расширило гамму совместимых с фотоаппаратом аксессуаров, но создало проблему владельцам вспышек  Sony и Minolta, для которых выпущен переходник на новый башмак фотоаппарата.
Автофокус камеры совершил прорыв в линейке, и если раньше Sony, по автофокусу, могла серьёзно уступать конкурентам, то в этой модели превзошла.
От младших моделей A77-II отличается, в частности, в плане видеосъёмки: она позволяет использовать диафрагму более открытую чем 1/3,5 и ISO выше 1600.
A77-II принадлежит последнему поколению цифровых зеркальных камер Sony, после которого компания полностью перешла на  выпуск беззеркальных фотоаппаратов.

## Комплект поставки
Sony A77M2 поставляется в 3-х вариантах:
- Body — только фотоаппарат (ILCA-77M2)
- c объективом Sony DT 16-50mm F2.8 SSM (ILCA-77M2Q)
- с объективом Sony DT 18-135mm F3.5-5.6 SAM (ILCA-77M2M